# 秋田茂
秋田 茂（あきた しげる、1958年 - ）は、日本の歴史学者、西洋史研究者。専門はイギリス帝国史、グローバルヒストリー、アジア国際関係史。大阪大学（レーザー科学研究所）特任教授。学位は博士（文学）。2022年、紫綬褒章を受章。

## 人物・来歴
広島県福山市生まれ。1981年3月広島大学文学部卒業、同大学院文学研究科博士後期課程中退。
1985年から大阪外国語大学外国語学部にて助手・講師として勤務。1991年同大学助教授。
2003年から大阪大学大学院文学研究科世界史講座教授。2022年、改組に伴い大阪大学大学院人文学研究科人文学専攻グローバルヒストリー・地理学コース教授。以後定年まで勤務し、2024年3月退職。「1970年代の石油危機と国際秩序の変容：グローバルヒストリーの文脈で」と題する最終講義を行った。
この間、ロンドン大学（東洋アフリカ研究学院）、テキサス大学オースティン校ほかにて客員研究員など。
2003年、論文「イギリス帝国とアジア国際秩序 :ヘゲモニー国家から帝国的な構造的権力へ」にて大阪大学より博士（文学）の学位を取得。

## 受賞歴
- 第20回大平正芳記念賞－著書『イギリス帝国とアジア国際秩序』に対して[5]
- 第14回読売・吉野作造賞 - 著書『イギリス帝国の歴史』に対して[6]
- 2022年11月3日(木)紫綬褒章[7][8]

## 著書

### 単著
- 『イギリス帝国とアジア国際秩序：ヘゲモニー国家から帝国的な構造的権力へ』名古屋大学出版会、2003年。ISBN　978-4-8158-0456-5
- 『イギリス帝国の歴史：アジアから考える』中公新書、2012年。ISBN　978-4-12-102167-0
- 『帝国から開発援助へ：戦後アジア国際秩序と工業化』名古屋大学出版会、2017年。ISBN　978-4-8158-0865-5
- 『イギリス帝国盛衰史：グローバルヒストリーから読み解く』幻冬舎新書、2023年。ISBN　978-4-344-98710-4

### 共著
- （細川道久）『駒形丸事件：インド太平洋世界とイギリス帝国』ちくま新書、2021年。ISBN　978-4-480-07359-4

### 編著
- South Asia in the 20th-Century International Relations, (Institute of Oriental Culture, the University of Tokyo, 2000).
- Gentlemanly Capitalism, Imperialism and Global History, (Palgrave, 2002).
- 『イギリス帝国と20世紀（1）パクス・ブリタニカとイギリス帝国』（ミネルヴァ書房, 2004年）
- 『アジアからみたグローバルヒストリー――「長期の18世紀」から「東アジアの経済的再興」へ』（ミネルヴァ書房, 2013年）
- 『「大分岐」を超えて――アジアからみた19世紀論再考』（ミネルヴァ書房，2018年）

### 共編著
- （籠谷直人）『1930年代のアジア国際秩序』（溪水社, 2001年）
- （松田武）『ヘゲモニー国家と世界システム――20世紀をふりかえって』（山川出版社, 2002年）
- （水島司）『現代南アジア（6）世界システムとネットワーク』（東京大学出版会, 2003年）
- （桃木至朗）『歴史学のフロンティア――地域から問い直す国民国家史観』（大阪大学出版会, 2008年）
- （木畑洋一）『近代イギリスの歴史――16世紀から現代まで』（ミネルヴァ書房, 2011年）
- （桃木至朗）『グローバルヒストリーと帝国』（大阪大学出版会, 2013年）
- （桃木至朗）『グローバルヒストリーと戦争』（大阪大学出版会, 2016年）
- （南塚信吾・高澤紀恵）『新しく学ぶ西洋の歴史――アジアから考える』（ミネルヴァ書房，2016年）
- （永原陽子・羽田正・南塚信吾・三宅明正・桃木至朗）『「世界史」の世界史』（ミネルヴァ書房，2016年）

### 訳書
- P・J・ケイン, A・G・ホプキンズ『ジェントルマン資本主義と大英帝国』（岩波書店, 1994年）
- P・J・ケイン, A・G・ホプキンズ『ジェントルマン資本主義の帝国（1）創生と膨張 1688-1914』（名古屋大学出版会, 1997年）
- パトリック・オブライエン『帝国主義と工業化 1415-1974――イギリスとヨーロッパからの視点』（ミネルヴァ書房, 2000年）
- キース・ロビンズ編, 鶴島博和日本語版監修，秋田茂監訳『オックスフォード ブリテン諸島の歴史 第10巻　20世紀 1901-1950年』（慶応義塾大学出版会, 2013年）